# Laboratoire de zététique
Le Laboratoire de zététique est une structure située à Nice, en France fondée en 1998.

## But et histoire

Logo du CAZ.

Le Laboratoire de zététique est fondé par le biophysicien Henri Broch en 1998, avec le soutien de Pierre-Gilles de Gennes et Georges Charpak, tous deux prix Nobel de physique,. Ce laboratoire, situé sur le campus de l'université Nice-Sophia-Antipolis, est un centre de recherche et d'information sur les phénomènes dits « paranormaux » ou « hors-normes ». L'objectif est la diffusion de la méthode scientifique et de la zététique,.
L'association dénommée Centre d'analyse zététique (CAZ), qui publie la CAZette (mot-valise mêlant gazette et l'abréviation CAZ) depuis novembre 2011, y organise de nombreuses animations scientifiques.
Le laboratoire a proposé le défi zététique international doté d'un prix de 200 000 euros, de 1987 à 2002.
L'ufo-sceptique Claude Maugé a présenté en 2004, sur le site du Laboratoire de zététique, la « théorie réductionniste composite » (ou TCR) du phénomène ovni  pour expliquer ce phénomène.